# Palača St. James
Palača St. James je po rangu najpomembnejša kraljeva palača v Londonu, glavnem mestu Združenega kraljestva. Po palači je uradno poimenovanje dobil tudi britanski dvor - dvor sv. Jakoba. Čeprav ni več glavna rezidenca monarha, je slavnostni kraj srečanja nastopnega sveta, urad maršala diplomatskega zbora in londonska rezidenca več članov kraljeve družine.
Palača, zgrajena po ukazu kralja Henrika VIII. v 1530-ih na mestu izolirane bolnišnice za gobavce, posvečene svetemu Jakobu Manjšemu, je bila za večino monarhov Tudorjev in Stuartov drugotnega pomena kot palača Whitehall. Sprva je bil obdan s parkom jelenov in vrtovi, običajno pa je bil uporabljen kot lovska koča in zatočišče pred uradnim dvorom ter občasno kraljevo gostišče. Po požaru, ki je uničil Whitehall, je palača prevzela upravne funkcije za monarhijo in povečala svoj pomen med vladavino hanoverskih monarhov, vendar jo je v začetku 19. stoletja začela izpodrivati Buckinghamska palača. Po desetletjih, ko so ga vedno bolj uporabljali samo za uradne priložnosti, je selitev formalizirala kraljica Viktorija Britanska leta 1837.
V palači so zdaj številni uradi, uradna društva in zbirke, vsi veleposlaniki in visoki komisarji v Združenem kraljestvu pa so še vedno akreditirani pri dvoru St James's. Kraljeva kapela v palači se še vedno uporablja za funkcije britanske kraljeve družine. V palači redno gostijo tudi uradne sprejeme.
Palača je bila večinoma zgrajena med letoma 1531 in 1536 iz rdeče opeke, njena arhitektura pa je predvsem v Tudorskem slogu. Kraljičina kapela je bila dodana v 1620-ih, hiša Clarence pa je bila zgrajena na posestvu palače neposredno ob palači v 1820-ih. Požar leta 1809 je uničil dele palače, vključno z monarhovimi zasebnimi apartmaji, ki niso bili nikoli zamenjani. Nekatere notranjosti iz 17. stoletja so ohranjene, večina pa je bila predelana v 19. stoletju.

## Zgodovina

### Tudorji
Palačo je dal zgraditi Henrik VIII. na oddaljeni lokaciji nekdanje bolnišnice za gobavce, posvečene svetemu Jakobu Manjšemu. Najprej jo je uporabil kot lovsko kočo za svoj na novo zaprt park jelenov, St. James's Park. Nova palača, ki je v kraljevem interesu drugotnega pomena za Henrikovo palačo Whitehall, je bila zgrajena med letoma 1531 in 1536 kot manjša rezidenca, da bi se izognili uradnemu dvornemu življenju. Veliko manjša od bližnjega Whitehalla, je palača St James je razporejena okoli štirih dvorišč, Color Court, Ambassador's Court, Engine Court in Friary Court. Štiri dvorišča ostajajo zaprta, razen Friary Court, ki je v sodobnem času zaprta s stanovanji le s treh strani, s četrto stranjo, ki je odprta proti cesti Marlborough, da sprejme javna srečanja. Najbolj prepoznavna značilnost palače so severna vhodna vrata; zgrajena s štirimi nadstropji, imajo dva nazobčana osmerokotna stolpa na svojih vogalih in osrednjo uro, ki dominira v najvišjem nadstropju in zatrepu; ura je poznejši dodatek in je iz leta 1731, prenovljena leta 1834. Palača je okrašena z začetnicama H.A. za Henrika in njegovo drugo ženo Anne Boleyn. Henrik je dal zgraditi palačo iz rdeče opeke, z detajli, poudarjenimi v temnejši opeki.
Palača je bila predelana leta 1544, strope pa je poslikal Hans Holbein mlajši in je bila opisana kot »prijetna kraljeva hiša«. Dva od otrok Henrika VIII. sta umrla v St. Jamesu, Henry FitzRoy, prvi vojvoda Richmonda in Somerseta, in Marija I. Angleška. Elizabeta I. Angleška je pogosto prebivala v palači in naj bi tam preživela noč, medtem ko je čakala na špansko armado, ki je plula po Rokavskem prelivu.

### Stuarti
Princ Henrik, valižanski princ, najstarejši sin kralja Jakoba VI. in Anne Danske, je živel v palači St James do svoje smrti leta 1612. Vrtove je zanj izboljšal Alphonsus Fowle. Med letoma 1607 in 1609 so za Henrika v palači St James zgradili jahalno šolo, eno prvih v Angliji, nato pa knjižnico s kiparskim okrasjem Maximiliana Colta. Henrik je postavil tudi menažerijo s hišnimi pticami, vključno s parom nojev.
Karel II. Angleški se je rodil v palači 29. maja 1630; njegova starša sta bila Karel I. Angleški, ki je vladal trem kraljestvom Angliji, Škotski in Irski, ter Henrietta Maria, sestra francoskega kralja Ludvika XIII. Jakob II. Angleški, drugi preživeli sin kralja Karla I. in Henriette Marije, se je rodil v palači 14. oktobra 1633.[10]
Leta 1638 je Karel I. palačo podaril Mariji Medičejski, materi Henriette Marie. Marija je ostala v palači tri leta, vendar se je rezidenca katoliške nekdanje francoske kraljice izkazala za nepriljubljeno v parlamentu in so jo kmalu prosili, da odide v Köln. Karel je svojo zadnjo noč pred usmrtitvijo preživel v cerkvi sv. Jakoba. Nato ga je prevzel Oliver Cromwell in ga spremenil v vojašnico v času angleške skupnosti narodov.
Palačo je obnovil Karel II. Angleški po razpadu Commonwealtha, hkrati pa je uredil St James's Park. Marija II. Angleška in Anne, kraljica Velike Britanije, sta bili rojeni v palači. Postala je glavna rezidenca monarha v Londonu leta 1698, med vladavino Viljema III., potem ko je bila palača Whitehall uničena v požaru, in postala upravno središče monarhije, kar deloma ohranja. Tudi v času izgube Whitehalla je Chapel Royal svojo bazo preselila v grajsko kapelo pri St. Jamesu.

### Hanoverani
Prva dva monarha iz družine Hanoveranov sta uporabljala palačo St James kot svojo glavno londonsko rezidenco. Jurij I. in Jurij II. sta v palači nastanila svoje ljubice, vojvodinjo Kendalsko oziroma grofico Suffolško. Leta 1757 je Jurij II. podaril palačno knjižnico Britanskemu muzeju; to darilo je bilo prvi del tega, kar je kasneje postalo kraljeva zbirka.
Juriju III. se je zdel St James's neprimeren. Tudorska palača je veljala za neudobno in prebivalcem ni nudila dovolj zasebnosti ali prostora za umik z dvora v družinsko življenje. Leta 1762, kmalu po svoji poroki, je Jurij kupil Buckinghamsko hišo – predhodnico Buckinghamske palače – za svojo kraljico, Charlotte Mecklenburg-Strelitz. Leta 1809 je požar uničil del palače St James, vključno z zasebnimi apartmaji monarha na jugovzhodnem vogalu. Ti apartmaji niso bili zamenjani, zaradi česar je bila kraljičina kapela izolirana od preostalega dela palače z odprtim prostorom, kjer cesta Marlborough zdaj poteka med obema stavbama. Kraljeva družina je večino svojega časa začela preživljati v Buckinghamski hiši, pri čemer so St James uporabljali le za uradne priložnosti; tam so še vedno potekale trikrat tedenske levéje in javne avdience. V poznem 18. stoletju je Jurij III. prenovil državna stanovanja, vendar je zanemaril bivalne prostore. Zadnji monarh, ki je vsaj del leta prebival v St Jamesu, je bil Viljem IV. Britanski Kraljica Viktorija je formalizirala selitev leta 1837 in končala status St James's kot glavne rezidence monarha; med njeno vladavino so ga začeli uporabljati kot prizorišče za sodišča, ceremonije vstajanja in druge slovesnosti. Kljub temu se je tam Viktorija leta 1840 poročila s svojim možem, princem Albertom, in kjer se je osemnajst let pozneje njun najstarejši otrok, princesa Viktorija, poročila s svojim možem, pruskim princem Friderikom.
- Severna fasada
- Dvorana kraljeve navzočnosti
- Kraljičina soba Levée
- Stražarska soba

### 20. stoletje
V letih 1912–1913 je bila palača prizorišče mednarodne konference, ki je uredila sporazum med balkanskimi državami in Turčijo po obeh balkanskih vojnah. Edvard VIII., ko je bil valižanski princ, je uporabljal palačo kot svojo 'mestno' rezidenco, dokler se ni preselil v Marlborough House, in Jurij VI. Britanski kot vojvoda Yorški je tam prebival pred svojo poroko leta 1923. Druga okrogla miza (september–december 1931), ki se je nanašala na indijsko neodvisnost, je potekala v palači. 12. junija 1941 so se predstavniki Združenega kraljestva, Kanade, Avstralije, Nove Zelandije, Južnoafriške unije in izgnanih vlad Belgije, Češkoslovaške, Grčije, Luksemburga, Nizozemske, Norveške, Poljske in Jugoslavije ter Francoski general Charles de Gaulle sestali in podpisali Deklaracijo palače sv. Jakoba, ki je bila prva od šestih podpisanih pogodb, ki so ustanovile Združene narode in sestavile Ustanovno listino Združenih narodov.

### Galerija razglasov
Galerija razglasitve je del palače St James in se uporablja po smrti vladajočega monarha. Pristopni svet se sestane, da razglasi novega monarha. Ko monarh sveto priseže pred nastopnim svetom, glavni herold (Garter Principal King of Arms) stopi v galerijo za razglasitev, ki gleda na Friary Court, da razglasi novega monarha. Nazadnje se je tak dogodek zgodil 10. septembra 2022 ob razglasitvi kralja Karla III. Da bi Garter King of Arms in trobentačem omogočili dostop do balkona, so delavci prejšnji dan odstranili sredinsko okno in namestili začasna vrata.

## Danes
Palača St James je še vedno delovna palača in tam je še vedno uradno sedež kraljevega dvora, čeprav monarh prebiva drugje. Je tudi londonska rezidenca princese Anne, princese Beatrice in princese Alexandre. Palača se uporablja za organizacijo uradnih sprejemov, kot so obiski voditeljev držav, in dobrodelnih organizacij, katerih pokrovitelji so člani kraljeve družine. Je del obsežnega kompleksa stavb, v katerih so pisarne sodišča in uradniška stanovanja. Neposredni kompleks palače vključuje York House, nekdanji dom Karla III. in njegovih sinov, princev Williama in Harryja. Lancaster House, ki je v sosednji hiši, uporablja britanska vlada za uradne sprejeme, prizidana hiša Clarence House, nekdanji dom kraljice matere, pa je rezidenca kralja Karla III. in kraljice Camille. Palača je do aprila 2018 služila tudi kot uradna rezidenca princese Eugenie.
Bližnja kraljičina kapela, ki jo je zgradil Inigo Jones, čeprav od 19. stoletja čez Marlborough Road, še vedno velja za del palače. Medtem ko je kraljičina kapela ob izbranih urah odprta za javnost, kraljeva kapela v palači ni dostopna javnosti. Obe ostajata aktivni bogoslužni mesti.
Pisarne oddelka za kraljevo zbirko, maršala diplomatskega zbora, osrednjega kanclerja viteških redov, kraljeve kapele, orožarskih gospodov, garde Yeomen in kraljevih povodnjakov so v palači. Od začetka 2000-ih je kraljeva filatelistična zbirka nameščena v palači St James, potem ko je celotno 20. stoletje preživela v Buckinghamski palači.
1. junija 2007 so bile palača, Clarence House in druge stavbe v njenem območju (razen javnega pločnika na cesti Marlborough) označene kot zaščitena lokacija za namene 128. člena Zakona o hudem organiziranem kriminalu in policiji iz leta 2005, zaradi česar je posebna kaznivo dejanje vdora osebe.